# NGC 940
NGC 940 (другие обозначения — UGC 1964, MCG 5-6-50, ZWG 504.95, ARAK 85, IRAS02264+3125, PGC 9478) — линзообразная галактика (S0) в созвездии Треугольник. Открыта Генрихом Луи д’Арре в 1865 году. Описание Дрейера: «тусклый, маленький объект круглой формы, более яркий в середине».
Этот объект входит в число перечисленных в оригинальной редакции «Нового общего каталога».
Эдуар Стефан при наблюдениях в 1871 году принял за свою звезду сравнения другую звезду, находящуюся на 4’ 25,61" западнее и на 2’ 48" севернее. Это привело к ошибочному измерению координат NGC 940, и она была ещё раз записана в Новый общий каталог под обозначением «NGC 952» как другой объект.
Галактика NGC 940 входит в состав группы галактик NGC 940. Помимо NGC 940 в группу также входят NGC 931, UGC 1856, UGC 1963, UGC 2008, CGCG 504-97, PGC 9400 и UGC 1935.